# Уэйд, Гейл
Гейлард Ли Уэйд (англ. Galeard Lee Wade; 20 января 1929, Холлистер, Миссури — 16 января 2022, Дайсартсвилл, Северная Каролина) — американский бейсболист. Играл на позиции аутфилдера. Выступал в Главной лиге бейсбола в составе клуба «Чикаго Кабс». Пятнадцать сезонов провёл в различных командах младших лиг.

## Биография
Гейл Уэйд родился 20 января 1929 года в Холлистере в штате Миссури. В 1942 году семья переехала в Бремертон, там он окончил старшую школу. В этот период Уэйд играл в американский футбол на позиции фуллбека. После выпуска несколько колледжей предлагали ему стипендии, но он хотел играть только за университет Нотр-Дам. Тренеры этой команды интереса к Уэйду не проявили, после чего он подписал контракт с бейсбольным клубом «Бруклин Доджерс».
В клубе планировали развивать его на двух позициях и на начальном этапе карьеры Уэйд играл за «Понка-Сити Доджерс» питчером и аутфилдером. Год он завершил с показателем отбивания 31,8 % и пропускаемостью 5,32. По ходу сезона он получил травму руки, после чего прекратил подавать и в дальнейшем играл только на бите. Первые несколько лет карьеры Уэйд провёл в командах младших лиг, продвигаясь в фарм-системе в основном за счёт своей скорости. Он крал много баз и выделялся на фоне других тем, что прыгал в направлении базы головой вперёд. В некоторых случаях это приводило к травмам и сотрясениям мозга.
К 1954 году он перешёл в организацию «Кливленд Индианс» и закрепился на уровне AAA-лиги, где играл за «Индианаполис» с атакующей эффективностью 27,3 %. В декабре того же года его обменяли в «Чикаго Кабс». Весной 1955 года Уэйд дебютировал в Главной лиге бейсбола, заменив в составе клуба травмированного Солли Дрейка. В первых трёх матчах он выбил всего один хит, после чего был переведён в фарм-команду «Лос-Анджелес Энджелс». Игры там он совмещал с работой спортивным обозревателем в газете Mirror-News. В сентябре Уэйд был возвращён в состав «Кабс», до конца сезона он поднял свой показатель отбивания до 18,2 % и выбил свой единственный в лиге хоум-ран.
В 1956 году он снова был включён в состав Чикаго на День открытия, но закрепиться в команде не смог. Низкая результативность и ошибки в защите привели к тому, что Уэйда снова отправили в Энджелс. Там он провёл остаток этого сезона и весь следующий. Затем он играл за ряд других команд Лиги Тихоокеанского побережья, а выступления завершил в 1961 году в составе «Даллас—Форт-Уэрт Рейнджерс». На протяжении всей своей карьеры Уэйд отличался безрассудным стилем игры, приводившим к травмам. Они часто обострялись в период проведения предсезонных сборов, что стало одной из причин, по которым он так и не смог проявить себя в Главной лиге бейсбола. В младших лигах Уэйд суммарно отыграл пятнадцать лет, его показатель отбивания составил 28,0 %, он выбил 1442 хита. По данным сайта baseball-reference.com он украл 264 базы, но статистика тех лет не является полной.
После завершения бейсбольной карьеры Уэйд в течение двадцати пяти лет работал в компании Rutherford Electric. Он принимал активное участие в работе школьного совета округа Мак-Дауэлл в Северной Каролине. Был женат, вырастил трёх сыновей и дочь.
Гейл Уэйд скончался 16 января 2022 года в своём доме в Дайсартсвилле в Северной Каролине в возрасте 93 лет.